# بانانا كونغ
بانانا كونغ (بالإنجليزية: Banana Kong) هي لعبة منصات من نشر اف دي جي انترتينمنت و Co.KG بنظامي أندرويد وآي أو إس، صُدرت في 24 يناير 2013.
فكرة اللعبة ببساطة هي مساعدة الغوريلا في تجاوز كومة من الموز المتساقط، وعند جمع الموز يمتلئ شريط الطاقة.
حصل التطبيق على أكثر من 100 مليون عملية تنزيل ويبلغ متوسط تصنيف متجر جوجل بلاي 4.4 نجوم من أصل 5.